# Trăisteni
Trăisteni – wieś w Rumunii, w okręgu Prahova, w gminie Valea Doftanei. W 2011 roku liczyła 2326 mieszkańców.